# Conseil d'Auckland
 (décembre 2023).
La mise en forme du texte ne suit pas les recommandations de Wikipédia : il faut le « wikifier ».
Les points d'amélioration suivants sont les cas les plus fréquents. Le détail des points à revoir est peut-être précisé sur la page de discussion.
- Les titres sont pré-formatés par le logiciel. Ils ne sont ni en capitales, ni en gras.
- Le texte ne doit pas être écrit en capitales (les noms de famille non plus), ni en gras, ni en italique, ni en « petit »…
- Le gras n'est utilisé que pour surligner le titre de l'article dans l'introduction, une seule fois.
- L'italique est rarement utilisé : mots en langue étrangère, titres d'œuvres, noms de bateaux, etc.
- Les citations ne sont pas en italique mais en corps de texte normal. Elles sont entourées par des guillemets français : « et ».
- Les listes à puces sont à éviter, des paragraphes rédigés étant largement préférés. Les tableaux sont à réserver à la présentation de données structurées (résultats, etc.).
- Les appels de note de bas de page (petits chiffres en exposant, introduits par l'outil «  Source ») sont à placer entre la fin de phrase et le point final[comme ça].
- Les liens internes (vers d'autres articles de Wikipédia) sont à choisir avec parcimonie. Créez des liens vers des articles approfondissant le sujet. Les termes génériques sans rapport avec le sujet sont à éviter, ainsi que les répétitions de liens vers un même terme.
- Les liens externes sont à placer uniquement dans une section « Liens externes », à la fin de l'article. Ces liens sont à choisir avec parcimonie suivant les règles définies. Si un lien sert de source à l'article, son insertion dans le texte est à faire par les notes de bas de page.
- La présentation des références doit suivre les conventions bibliographiques. Il est recommandé d'utiliser les modèles {{Ouvrage}}, {{Chapitre}}, {{Article}}, {{Lien web}} et/ou {{Bibliographie}}. Le mode d'édition visuel peut mettre en forme automatiquement les références.
- Insérer une infobox (cadre d'informations à droite) n'est pas obligatoire pour parachever la mise en page.

Pour une aide détaillée, merci de consulter Aide:Wikification.
Si vous pensez que ces points ont été résolus, vous pouvez retirer ce bandeau et améliorer la mise en forme d'un autre article.
Conseil régional
2019 2022
Le conseil d'Auckland (maori de Nouvelle-Zélande : Te Kaunihera o Tāmaki Makaurau) est le conseil politique local de la région d'Auckland en Nouvelle-Zélande fondé le 1er novembre 2010, combinant les fonctions de l'ancien conseil régional et des sept conseils municipaux et de district de la région en un « super conseil » ou « super ville ».

## Présentation
C'est une autorité territoriale, qui a les responsabilités, les devoirs et les pouvoirs d'un conseil régional d'Auckland (en) et est, selon la loi de 2009 sur le gouvernement local, qui l'a créé :une autorité unitaire avec une certaine autonomie. 
L'organe directeur se compose d'un maire et de vingt conseillers, élus dans treize quartiers ou ward. 
Il y a aussi 149 membres de  21 conseils locaux, qui prennent des décisions sur des questions locales, concernant leurs communautés,. 
Il s'agit du plus grand conseil local de l'Océanie, avec un budget annuel de 3 milliards de dollars, 29 milliards de dollars de fonds propres pour les contribuables, et 9 870 employés à temps plein au 30 juin 2016,.

## Constitution
Il a été créé par les lois du Parlement et une agence de transition d'Auckland, elle-même créée par le gouvernement central. 
Les moyens par lesquels le conseil a été créé ainsi que sa structure ont fait l'objet de critiques répétées pendant la période de création.
Les premières élections du Conseil en octobre 2010 (en) ont donné un conseil majoritairement de centre-gauche avec Len Brown (en) comme premier maire, réélu en octobre 2013 (en), encore une fois avec un conseil largement favorable. 
En 2016, le député travailliste Phil Goff, devient maire en remportant une victoire écrasante sur ses rivaux les plus proches, Victoria Crone et la future députée du Parti vert Chlöe Swarbrick. 
Il est réélu en 2019.

## Prédécesseurs
Le conseil d'Auckland a repris les fonctions du conseil régional et des sept conseils municipaux et de district de la région: conseil municipal d'Auckland, conseil municipal de Manukau, conseil municipal de Waitakere, conseil municipal de North Shore, conseil de district de Papakura, conseil de district de Rodney et la plupart du district de Franklin.
Le Conseil régional a été formé en 1989 en remplaçant l'Autorité régionale d'Auckland. de l'époque.
L'un des piliers de son travail consistait à étendre le réseau de parcs et il a intégré 26 parcs régionaux de plus de 40000 hectares, y compris de nombreux habitats naturels restaurés et des sanctuaires développés en coopération avec le Département de la conservation et des bénévoles.
L'Autorité régionale des transports d'Auckland a réalisé plusieurs projets, souvent axés sur les transports publics, tel le Northern Busway (en), ainsi que d'importants investissements dans les transports ferroviaires et publics. Une grande partie a été soutenue grâce au maintien des ports d'Auckland dans le domaine public, (après la déréglementation de l'Auckland Harbour Board (en)) finançant ainsi les améliorations avec les dividendes.

## Histoire

### Commission royale
Jusqu'en 2010, la région d'Auckland comptait sept autorités « ville / district », plus une autorité régionale. À la fin des années 2000, le gouvernement central et certaines parties de la société d'Auckland ont estimé que ce grand nombre de conseils et l'absence d'un gouvernement régional fort (le conseil régional d'Auckland n'ayant que des pouvoirs limités) entravaient les progrès de la ville. Un gouvernement régional plus fort, ou une fusion en un seul conseil local, serait bénéfique. Certains soulignaient cependant qu'une intégration antérieure des nombreux conseils d'arrondissement beaucoup plus petits n'a pas non plus apporté les avantages promis et a réduit la participation locale à la politique.
Des éditorialistes soulignèrent que les partisans (soi-disant majoritairement de Wellington) de la « super ville » évitèrent de promettre de faire des économies vue les hausses passées des tarifs et des factures de services publics.
En 2007, le gouvernement met en place une commission royale pour faire un rapport sur la restructuration à entreprendre,,  et le gouvernement annonça la création d'une « super ville » pour inclure toute la zone métropolitaine sous un seul conseil d'Auckland avec un seul maire et 20 à 30 conseils locaux pour les élections de 2010,, et ce malgré la modification de certaines recommandations clés de la Commission royale.

#### Recommandations non mises en œuvre
Les recommandations suivantes de la Commission royale n'ont pas été adoptées ou mises en œuvre :
- 6A : Le Conseil d'Auckland devrait inclure pour la région une vision pour son plan spatial [19].
- 6B : Le discours annuel sur l'état de la région du maire d'Auckland doit décrire les progrès accomplis vers la réalisation de cette vision[19].

- 19C : "Les programmes de soutien et de développement du leadership pour les conseillers élus devraient être renforcés."[20].

- 21D : Les CCO (en) du conseil d'Auckland et leurs déclarations d'intention doivent être soumis à un examen pratiqué par l'auditeur de performance proposé par les services d'Auckland[20].

- 21A et 22A : Deux membres maoris devraient être élus au Conseil d'Auckland par les électeurs inscrits sur la liste électorale parlementaire maorie.
- 22B : Formation d'un Forum Mana Whenua, dont les membres seront nommés par mana whenua du district du Conseil d'Auckland[20].

- 22D : Le conseil d'Auckland devrait s'assurer que chaque conseil local dispose de structures adéquates pour permettre un dialogue de qualité avec les Maoris et la prise en compte de leurs points de vue dans les processus décisionnels des conseils locaux. Le cas échéant, les structures et/ou protocoles d'accord actuels doivent être transférés aux conseils locaux[20].

- 24F : Le conseil d'Auckland devrait envisager de créer une agence de développement urbain, qui fonctionnerait sous la direction du conseil d'Auckland, avec des pouvoirs d'acquisition obligatoire[21].

- Il devrait déterminer dans quelle mesure les responsabilités pour la fourniture des services d'eaux pluviales sont partagées entre les conseils locaux et Watercare Services Limited[21].

- 26I : Watercare Services Limited devrait être tenue par la législation de promouvoir la gestion de la demande[21].
- 26M : Watercare Services Limited devrait être tenue de préparer un plan d'action pour les eaux pluviales[21].

- 27D : Le conseil municipal d'Auckland devrait préparer une stratégie d'administration en ligne dans le cadre de son projet de plan unifié de prestation de services et de systèmes d'informations[21].

- 28A : Le Conseil d'Auckland devrait travailler en étroite collaboration avec les consommateurs, l'industrie et les agences gouvernementales centrales pour développer une stratégie sur le changement climatique et l'énergie pour la région, y compris la surveillance et l'examen des performances de la sécurité de l'approvisionnement en électricité, ainsi que la planification et la réglementation de l'industrie ayant un impact sur la région d'Auckland[21].

- 30A : Il devrait élaborer une stratégie régionale de gestion des déchets, y compris organiques, et de son intégration avec d'autres programmes environnementaux[21].

- 32F : Pour promouvoir l'adoption généralisée du cadre de prestation de services unifié, le Conseil d'Auckland devrait :

a) donner aux CCO fournissant des services municipaux, la possibilité de partager les installations de services unifiés s'ils le souhaitent.
b) exiger que les CCO fournissant des services municipaux adoptent les normes d'infrastructure TIC du conseil.
- 32G : Un poste statutaire d'auditeur indépendant de la performance des services d'Auckland (nommé par le conseil élu sur la recommandation conjointe du président de la commission du commerce et de l'auditeur général) devrait être créé pour donner l'assurance au conseil et au public que des services de haute qualité de manière rentable soient fournis. Le rôle de l'auditeur de performance comprendra:

a) examiner l'adéquation et la pertinence des objectifs de performance du CCO.
b) protéger les intérêts des consommateurs et les défendre en ce qui concerne la fiabilité et l'accès des services municipaux. Cela comprendra l'examen des services en fonction des normes de service à la clientèle établies.
c) concernant Watercare Services Limited, entreprendre des examens triennaux de l'efficience et de l'efficacité, en incorporant une analyse comparative internationale de l'industrie et une évaluation des niveaux de service, de l'efficience, de l'accès de l'eau et des performances de la gestion de la demande.

### Législation
Le conseil a été créé par trois textes législatifs : La loi de 2009 sur le gouvernement local avec la réorganisation de Tamaki Makaurau, la loi de 2009 sur le gouvernement local  du conseil d'Auckland, et la loi de 2010 sur le gouvernement local concernant les dispositions transitoires d'Auckland.

## Structure

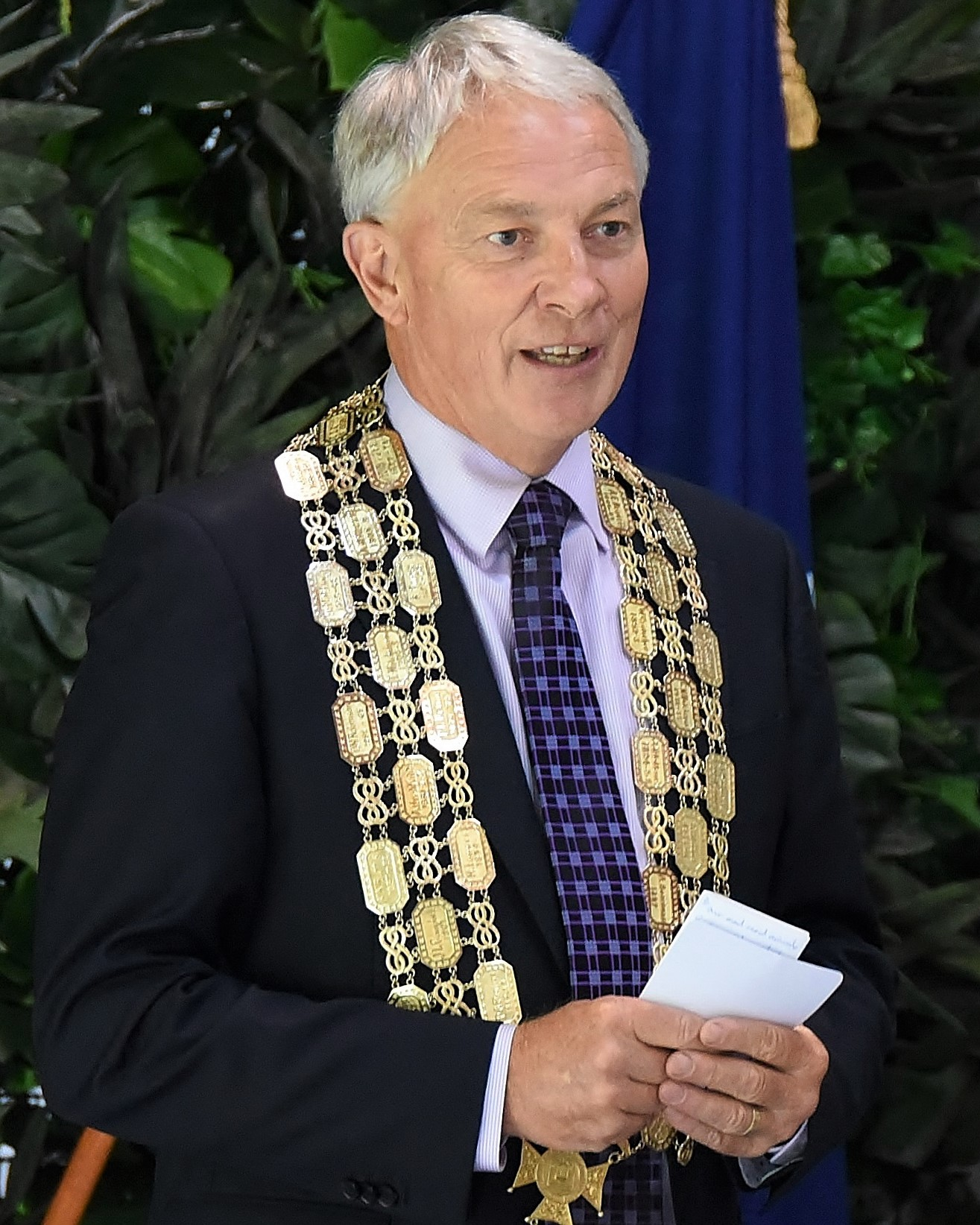
Phil Goff, maire actuel de Auckland.

### Maire
Le maire a des pouvoirs exécutifs importants, son propre personnel et la capacité de nommer les présidents des commissions du conseil. Certains chroniqueurs ont déclaré en 2010 que le poste était le deuxième poste public le plus puissant en Nouvelle-Zélande après celui de Premier ministre,. Cependant, lorsque le ministre de la Coupe du monde de rugby, Murray McCully, a pris le contrôle de la zone des supporters sur le front de mer d'Auckland en 2011 sans en informer au préalable le maire Len Brown (en), le journaliste John Armstrong déclara que le mythe était terminé,.
Le maire est directement élu par les électeurs vivant dans la région du Conseil d'Auckland tous les trois ans au scrutin postal en utilisant le système de vote uninominal à un tour. Len Brown a été élu maire en octobre 2010 et réélu pour un second mandat en 2013. Phil Goff a remporté les élections de 2016 et a été réélu maire en 2019.

### Conseil d'administration
L'organe directeur du Conseil d'Auckland se compose du maire, du maire adjoint et de 19 autres membres. Ces membres sont élus dans treize quartiers de la zone du Conseil selon le système uninominal à un tour tous les trois ans en même temps que le maire. La prise de décision pour les domaines de surveillance est effectuée par des comités, dont quelques-uns se composent de son ensemble. La plupart se composent d'un président nommé par le maire et d'un sous-ensemble des membres de l'organe directeur. Le conseil suivant est entré en fonction en octobre 2019 :
| Rôle         | Nom                     | Affiliation (si existante)     | Quartier                    |
| ------------ | ----------------------- | ------------------------------ | --------------------------- |
| Maire        | Phil Goff               | Independent                    |                             |
| Député maire | Bill Cashmore (en)      | Team Franklin                  | Franklin (en)               |
| Conseiller   | Josephine Bartley (en)  | Labour                         | Maungakiekie-Tāmaki (en)    |
| Conseiller   | Cathy Casey (en)        | City Vision (en)               | Albert-Eden-Puketāpapa (en) |
| Conseiller   | Tracy Mulholland        | Communities and Residents (en) | Whau (en)                   |
| Conseiller   | Efeso Collins (en)      | Labour                         | Manukau (en)                |
| Conseiller   | Linda Cooper (en)       | Independent                    | Waitākere (en)              |
| Conseiller   | Chris Darby (en)        | Taking The Shore Forward       | North Shore (en)            |
| Conseiller   | Alf Filipaina (en)      | Labour                         | Manukau                     |
| Conseiller   | Christine Fletcher (en) | Communities and Residents      | Albert-Eden-Puketāpapa      |
| Conseiller   | Richard Hills (en)      | A Positive Voice for the Shore | North Shore                 |
| Conseiller   | Greg Sayers (en)        | Independent                    | Rodney (en)                 |
| Conseiller   | Shane Henderson         | Labour                         | Waitākere (en)              |
| Conseiller   | Pippa Coom (en)         | City Vision                    | Waitematā and Gulf (en)     |
| Conseiller   | Daniel Newman (en)      | Manurewa-Papakura Action Team  | Manurewa-Papakura (en)      |
| Conseiller   | Desley Simpson (en)     | Communities and Residents (en) | Orākei (en)                 |
| Conseiller   | Sharon Stewart (en)     | Independent                    | Howick (en)                 |
| Conseiller   | Angela Dalton           | Manurewa-Papakura Action Team  | Manurewa-Papakura           |
| Conseiller   | Wayne Walker (en)       | Putting People First           | Albany (en)                 |
| Conseiller   | John Watson (en)        | Putting People First           | Albany                      |
| Conseiller   | Paul Young (en)         | Independent                    | Howick                      |

### Quartiers et conseils locaux
| Quartier                    | Conseils locaux                             | Population | Membres (affiliation) – subdivision |
| --------------------------- | ------------------------------------------- | ---------- | --- |
| Albany (en)                 | Conseils locaux d'Hibiscus and Bays (en)    | 114500     | Julia Parfitt (Backing the Bays) – East Coast Bays Alexis Poppelbaum (Backing the Bays) – East Coast Bays Gary Holmes (Backing the Bays) – East Coast Bays Victoria Short (Independent) – East Coast Bays Janet Fitzgerald (Positively Penlink) – Hibiscus Coast Gary Brown (Coast People and Penlink First) – Hibiscus Coast Andy Dunn (Coast People and Penlink First) – Hibiscus Coast Leanne Willis (Coast People and Penlink First) – Hibiscus Coast |
| Albany (en)                 | Conseils locaux d'Upper Harbour (en)        | 71300      | Margaret Miles (Independent) Anna Atkinson (Living Upper Harbour) Lisa Whyte (Independent) Uzra Casuri Balouch (Independent) Nicholas Mayne (Living Upper Harbour) Brian Neeson (en) (Independent) |
| Albert-Eden-Puketāpapa (en) | Conseils locaux d'Albert-Eden               | 102400     | Benjamin Lee (C&R Communities and Residents (en)) – Maungawhau Rachel Langton (C&R Communities and Residents) – Maungawhau Lee Corrick (C&R Communities and Residents) – Maungawhau Kendyl Smith (C&R Communities and Residents) – Maungawhau Margi Watson (City Vision (en)) – Owairaka Julia Maskill (City Vision) – Owairaka Christina Robertson (City Vision) – Owairaka Graeme Easte (City Vision) – Owairaka                                        |
| Albert-Eden-Puketāpapa (en) | Conseils locaux de Puketāpapa (en)          | 61500      | Ella Kumar (C&R Communities and Residents (en)) Julie Fairey City Vision (en) Jon Turner (Roskill Community Voice) Fiona Lai (C&R Communities and Residents (en)) Bobby Shen (Roskill Community Voice) Harry Doig (Roskill Community Voice) |
| Franklin (en)               | Conseils locaux de Franklin (en)            | 82800      | Alan Cole (Team Franklin) – Pukekohe Andy Baker (Team Franklin) – Pukekohe Amanda Kinzett (Team Franklin) – Pukekohe Logan Soole (Team Franklin) – Pukekohe Angela Fulljames (Team Franklin) – Wairoa Malcolm Bell (Independent) – Wairoa Lance Gedge (Independent) – Wairoa Sharlene Druyven (Team Franklin) – Waiuku Matthew Murphy (Waiuku First) – Waiuku                                                                                             |
| Howick (en)                 | Conseils locaux d'Howick (en)               | 154500     | Mike Turinsky (Practical Not Political – Botany) Peter Young (C&R – Botany) Bob Wichman (C&R – Botany) Bo Burns (weknowhowick – Howick) John Spiller (weknowhowick – Howick) Adele White (weknowhowick – Howick) Katrina Bungard (C&R – Pakuranga) Bruce Kendall (Independent – Pakuranga) David Collings (C&R – Pakuranga) |
| Manukau (en)                | Conseils locaux de Mangere-Otahuhu (en)     | 86700      | Tauanu'u Nick Bakulich (Labour) Christine O'Brien (Labour) Lydia Sosene (en) (Labour) Papaliitele Lafulafu Peo (Labour) Walter Togiamua (Labour) Harry Fatu Toleafoa (Labour) Makalita Kolo (Labour) |
| Manukau (en)                | Conseils locaux d'Otara-Papatoetoe (en)     | 93500      | Ross Robertson (en)(Labour) – Papatoetoe Dawn Trenberth (Labour) – Papatoetoe Ofa Dewes (Labour) – Papatoetoe Ashraf Choudhary (en) (Labour) – Papatoetoe Lotu Fuli (Labour) – Otara Swanie Nelson (Labour) – Otara Apulu Reece Autagavaia (Labour) – Otara |
| Manurewa-Papakura           | Conseils locaux de Manurewa (en)            | 107300     | Joseph Allan (Manurewa Action Team) Ken Penney (Manurewa Action Team) Anne Candy (Manurewa Action Team) Rangi McLean (Manurewa Action Team) Glenn Murphy (Manurewa Action Team) Melissa Atama (Manurewa Action Team) David Pizzini (Manurewa Action Team) Tabetha Gorrie (Manurewa Action Team) |
| Manurewa-Papakura           | Conseils locaux de Papakura (en)            | 69300      | Keven Mealamu (Papakura First) Brent Catchpole (en) (Papakura Action Team) George Hawkins (en) (Papakura Action Team) Jan Robinson (Papakura Action Team) Felicity Auva'a (Papakura First) Sue Smurthwaite (Papakura Action Team) |
| Maungakiekie-Tāmaki (en)    | Conseils locaux de Maungakiekie-Tāmaki (en) | 83100      | Don Allan (C&R – Maungakiekie) Debbie Burrows (C&R – Maungakiekie) Maria Meredith (Labour – Tamaki) Nerissa Henry (Labour – Tamaki) Chris Makoare (Labour – Tāmaki) Peter McGlashan (Labour – Tāmaki) Tony Woodcock (C&R – Maungakiekie) |
| North Shore (en)            | Conseils locaux de Devonport-Takapuna (en)  | 59900      | Aidan Bennett (A Fresh Approach) Jan O'Connor (Heart of the Shore) George Wood (Team George Wood) Toni van Tonder (A Fresh Approach) Ruth Jackson (Heart of the Shore) Trish Deans (Heart of the Shore) |
| North Shore (en)            | Conseils locaux de Kaipatiki (en)           | 92400      | John Gillon (Shore Action (en)) Danielle Grant (Shore Action) Paula Gillon (Shore Action) Melanie Kenrick (Shore Action) Ann Hartley (en) (Kaipatiki Voice) Cindy Schmidt (Kaipatiki Voice) Adrian Tyler (Shore Action) Andrew Shaw (Kaipatiki Voice) |
| Orakei (en)                 | Conseils locaux d'Orākei (en)               | 89100      | Troy Churton (C&R) Scott Milne (C&R) David Wong (C&R) Sarah Powrie (C&R) Tory Elliot (C&R) Margaret Voyce (C&R) Colin Davis (C&R) |
| Rodney (en)                 | Conseils locaux de Rodney (en)              | 76700      | Phelan Pirrie (Rodney First – Warkworth) Brent Bailey (Rodney First – Kumeu) Danielle Hancock (Rodney First – Warkworth) Vicki Kenny (Rodney First – Kumeu) Beth Houlbrooke (Rodney First – Warkworth) Tim Holdgate (Independent – Warkworth) Steven Garner (Rodney Now – Wellsford) |
| Waitakere (en)              | Conseils locaux d'Henderson-Massey (en)     | 129600     | Shane Henderson (Labour) Chris Carter (en) (Labour) Brenda Brady (Independent) Peter Chan (Independent) Matt Grey (Independent) Will Flavell (Labour) Vanessa Neeson (Independent) Brooke Loader (Labour) |
| Waitakere (en)              | Conseils locaux de Waitakere Ranges (en)    | 55900      | Greg Presland Future West (en) Ken Turner (WestWards) Sandra Coney (Future West) Saffron Toms (Future West) Michelle Clayton (WestWards-Independent) Mark Allen (Future West) |
| Waitemata and Gulf (en)     | Conseils locaux de Great Barrier            | 1050       | Izzy Fordham (Independent) Sue Daly (Independent) Luke Coles (Independent) Patrick O'Shea (Independent) Valmaine Toki (en) (Independent) |
| Waitemata and Gulf (en)     | Conseils locaux de Waiheke                  | 9790       | Cath Handley (Independent) Bob Upchurch (Independent) Paul Walden (Independent) Robin Tucker (Independent) Norm Robins (Independent) |
| Waitemata and Gulf (en)     | Conseils locaux de Waitemata (en)           | 89000      | Alexandra Bonham (City Vision) Adriana Christie (City Vision) Sarah Trotman (C&R) Richard Northey (en) (City Vision) Kerrin Leoni (City Vision) Julie Sandilands (City Vision) Graeme Gunthorp (City Vision) |
| Whau (en)                   | Conseils locaux de Whau (en)                | 85400      | Catherine Farmer (Labour) Warren Piper (Independent) Susan Zhu (Labour) Fasitua Amosa (Labour) Kay Thomas (Labour) Te'eva Matafai (Labour) Jessica Rose (Green) |

### Organisations contrôlées par le Conseil
Le conseil d'Auckland a des OCC substantiels et un certain nombre de plus petits.
| OCC                           | Acronyme | Chef exécutif         | Valeurs (NZD)                      |
| ----------------------------- | -------- | --------------------- | ---------------------------------- |
| Transport Auckland            | AT       | Shane Ellison         | 19,1 milliards $:17 (actifs, 2018) |
| Developement Auckland Panuku  | –        | David Rankin (acting) | N/A                                |
| Auckland Illimité             | –        | Nick Hill             | 1,615 milliards $                  |
| Services d'entretien de l'eau | –        | Jon Lamonte           | 8,7 milliards $                    |

Pānuku Development Auckland résulte de la fusion d'Auckland Council Property Ltd et de Waterfront Auckland le 1er septembre 2015.
Auckland Council Investments Limited (ACIL) a été dissoute en 2019 dans le cadre du budget décennal 2018-2028. Michael Redman, ancien maire, puis directeur général du conseil municipal de Hamilton, a été directeur général d'Auckland Tourism, Events and Economic Development de novembre 2010 à octobre 2011.

### Chef exécutif
En mars 2010, Doug McKay a été nommé premier directeur général du conseil par l'Agence de transition d'Auckland. L'homme de 54 ans a été sélectionné par 27 autres candidats, dont plusieurs directeurs généraux de conseil existants. Il n'avait aucune expérience dans le gouvernement local, mais était décrit comme ayant de solides liens avec Auckland et 30 ans d'expérience en entreprise. Il devait recevoir un salaire de 675 000 $ et une prime incitative de 67 500 $.
L'organisateur politique de gauche Matt McCarten a critiqué sa nomination, arguant que le mandat précédent de McKay dans l'industrie de l'alcool était marqué par son incapacité à s'opposer au comportement antisyndical et à la forte publicité de l'alcool sur le marché des jeunes. McCarten a fait valoir que McKay devait être payé trois fois le salaire du Premier ministre, n'avait aucune expérience dans le gouvernement local ou à but non lucratif et avait été sélectionné par une autorité de transition non élue.
Les candidats à la mairie John Banks et Len Brown étaient positifs quant à la nomination de McKay. Brown, qui est devenu maire, a déclaré que l'expérience de McKay en matière d'affaires et de restructuration était "un bon ajustement" et contribuerait à améliorer les performances économiques ainsi qu'à établir des liens avec les entreprises.Le contrat de McKay a pris fin en décembre 2013.
Stephen Town est devenu directeur général le 15 janvier 2014. Début février 2020, Town a annoncé qu'il n'irait pas au terme de son mandat allant jusqu'en décembre 2020, déménageant au New Zealand Institute of Skills & Technology début juillet.

## Documents de planification

### Plan d'Auckland
Il est prévu, comme étant l'une des principales tâches du Conseil d'Auckland de ses premières années, d'élaborer un "plan spatial" pour guider la croissance d'Auckland. Ce plan couvrira des questions telles que les limites du développement résidentiel, le zonage et les densités des banlieues et des zones, et évaluera comment des éléments tels que le transport et l'utilisation du sol doivent être liés. Il est destiné à être l'un des principaux documents à partir desquels un plan de district unifié se développera éventuellement. Certains critiques ont noté que ce plan spatial mettra des années à se développer et que les CCO combleraient le vide politique entre-temps. En plus d'entrer en conflit avec les plans du Conseil, cela pourrait également opposer les CCO les uns aux autres.
Après le premier cycle d'élaboration du plan et de consultation publique, le projet de plan a été lancé milieu 2011. Les commentateurs ont noté que l'une des divergences les plus fortes entre la vision du Conseil pour Auckland et celle du gouvernement national de Wellington dirigé par John Key était que le projet de plan d'Auckland prévoyait une croissance plus contenue (lutter contre l'étalement en faisant en sorte que 75% de la croissance démographique se produise dans les zones de peuplement existantes ), tandis que plan national est plus favorable à un assouplissement des contraintes sur le développement de nouveaux terrains vierges. Le conseil d'Auckland a ensuite modifié le plan pour permettre 30 à 40% de croissance dans les zones vierges et les villes satellites.

### Plan communautaire à long terme du conseil
Le premier plan communautaire à long terme du conseil (LTCCP), le budget financier à plus long terme de la ville, ne sera pas produit avant juillet 2012. Jusque-là, les finances à plus long terme seront décidées par le conseil, guidé par les LTCCP existants de les corps incorporés.

### Plans du centre-ville et du front de mer
Un autre grand objectif du travail de planification au cours de la première année du conseil est la planification du CBD d'Auckland (maintenant appelé « centre-ville ») et du front de mer d'Auckland. En incluant le City Rail Link en cours de construction, ces deux transformations coûtent environ 5,5 milliards de dollars sur 20 ans. Les projets proposés dans les plans comprennent la piétonnisation partielle ou totale d'un certain nombre de rues du centre-ville, des possibilités de métro léger pour le front de mer et la rue Queen, transformant les rues Nelson et Hobson en larges routes à sens unique, en routes à double sens avec plus d'arbres, des routes urbaines et une promenade et une piste cyclable au bord de l'eau.

## Atouts
Le Conseil possède environ 34 milliards de dollars d'actifs (2010), dont plus de 100 000 hectares d'espaces ouverts, de parcs et de réserves, ainsi que les grands actifs de transport administrés par le CCO d'Auckland Transport (en).
Auckland Council Investments Limited (ACIL), le CCO responsable des actifs d'investissement non liés au transport, gère des investissements du Conseil d'une valeur de 2,54 milliards de dollars, dont une participation de 22,4 % dans l'aéroport d'Auckland d'une valeur de 1,13 milliard de dollars, ainsi qu'une part de 100 % de Ports of Auckland Limited (en) d'une valeur 1,08 milliard de dollars et Auckland Film Studios, d'une valeur de 8 millions de dollars (valeurs en mai 2014).

### Parcs régionaux
Le conseil possède et gère 28 parcs régionaux dans la région qui ont pour la plupart été hérités du conseil régional d'Auckland (en).
- Parc regional Ambury (en)
- Ātiu Creek (en)
- Jardin botanique d'Auckland
- Āwhitu (en)
- Duder (en)
- Glenfern Sanctuary (en)
- Hunua Ranges (en)
- Long Bay (en)
- Mahurangi (en)
- Motukorea Browns Island (en)
- Muriwai (en)
- Mutukaroa / Hamlins Hill (en)
- Ōmana (en)
- Orere Point (en)
- Pākiri (en)
- Scandrett (en)
- Shakespear (en)
- Tāpapakanga (en)
- Tāwharanui (en)
- Tawhitokino (en)
- Te Ārai (en)
- Te Rau Pūriri (en)
- Waharau (en)
- Waitākere Ranges
- Waitawa (en)
- Wenderholm (en)
- Whakanewha (en)
- Whakatīwai (en)

## Finances

### Taux
Les tarifs du conseil d'Auckland combinent ceux des divers conseils locaux fusionnés et ceux du conseil régional d'Auckland. Pour l'année 2011-2012, les contribuables sont facturés au même tarif qu'avant la fusion, plus une augmentation de 3,94 %, le Conseil notant qu'ils ont obtenu une augmentation des tarifs beaucoup plus faible que prévu à l'origine. Les tarifs représentaient 53 % des revenus du Conseil en 2011, le reste étant « des subventions, des subventions, des contributions au développement et financières, des frais d'utilisation et des redevances ».
En 2011, 24 % de l'argent du Conseil était dépensé pour «les services et galeries d'art, les événements, les musées, les parcs, les installations de loisirs et le zoo», tandis que 22 % étaient dépensés pour la «gestion des transports». D'autres éléments importants étaient « Planification et réglementation » à 14,5 % et « Services communautaires, bibliothèques, gestion des urgences et cimetières » à 11,5 %. En 2016, 38 % des tarifs étaient consacrés au « transport », 27 % pour « les parcs, la communauté et le style de vie », 16 % à la « gestion et réglementation environnementales », 8 % au « développement d'Auckland », 6 % à « l'économie et développement culturel » et 5 % sur « la gouvernance et l'accompagnement ».

## Controverses
Certains aspects de la réorganisation étaient controversés, par exemple si toute la région d'Auckland devait être intégrée dans la super ville et si la nouvelle structure permettait une démocratie locale suffisante.

### Pouvoirs de la commission locale
Les critiques ont fait valoir qu'il y avait peu de place pour la démocratie locale dans la nouvelle configuration du gouvernement local pour Auckland, les conseils locaux proposés ayant peu de pouvoir, comme ne pas avoir de financement ou de personnel propre, et se voir interdire d'entreprendre de nombreux rôles gouvernementaux, en particulier là où ces rôles pourraient entrer en conflit avec des fonctions régionales telles que les transports ou les services publics. Selon le New Zealand Herald, le ministre du gouvernement local, Rodney Hide (en), a ignoré les inquiétudes concernant « l'impuissance » des conseils locaux. Il a fait valoir que "les conseils locaux s'engageront comme jamais auparavant" et "représenteront leurs communautés locales et prendront des décisions sur les problèmes, les activités et les installations locales". Une autre préoccupation était que les candidats aux conseils locaux devraient faire campagne sans connaître l'étendue des ressources financières du conseil local, et qu'un salaire d'environ 37 100 $ pour un membre du conseil local était insuffisant pour ce qui équivalait à un poste à temps plein.

### Inclusion des zones rurales
De nombreux résidents, dont les conseils des districts de Franklin et de Rodney, se sont opposés à leur inclusion dans la nouvelle super-ville et ont plutôt fait campagne pour le maintien de leurs conseils ou leur inclusion avec d'autres conseils plus ruraux du nord (tels que fusionnant les zones au nord de Puhoi avec la zone du district de Kaipara) ou du sud. L'appréhension était que ces zones rurales recevraient très peu d'avantages en termes d'infrastructure pour l'argent de leurs tarifs, et qu'elles seraient englouties par Auckland qui a des intérêts et un caractère différents de ceux de leurs communautés. Des politiciens tels que Rodney Hide ont répondu que l'inclusion est nécessaire pour permettre une approche régionale des intérêts plus larges de la région, et que des avantages tangibles en découleraient pour toutes les communautés d'Auckland. En outre, le fait de changer les limites en 2010 aurait un effet domino sur la restructuration du système de quartiers pour les futurs conseillers d'Auckland. À leur tour, les opposants à l'inclusion ont fait valoir que les promoteurs des grandes villes préféraient l'inclusion des zones rurales dans les limites du conseil d'Auckland pour faciliter le développement et la nouvelle subdivision de ces terres.

### Tailles et limites des quartiers
Plusieurs journalistes ont critiqué la taille et la composition des quartiers pour l'élection des conseillers du Conseil d'Auckland. Les critiques allaient des quartiers trop grands réunissant des communautés avec peu d'intérêts communs, à certaines lignes de leurs démarcation tracées à l'encontre de la comprehension de la constitution de chaque communauté. Des critiques plus sérieuses étaient centrées sur le fait que les quartiers urbains contenaient beaucoup plus de personnes que certains quartiers ruraux, recevant donc moins d'influence dans le futur conseil par personne. En ce qui concerne le petit nombre de conseillers pour tout Auckland, moins de conseillers par tête que les Aucklandais ont de représentant au Parlement. Aussi, l'institution de quartiers à deux membres qui signifierait que les candidats devraient organiser des campagnes électorales beaucoup plus importantes et plus coûteuses. L'éditorialiste Brian Rudman (en) a accusé la Commission du gouvernement local (en) de tentative de gerrymandering dans son projet de proposition pour un quartier particulier.

### Controverses sur les organisations contrôlées par le conseil
Au début de 2010, un autre différend a éclaté. Comme indiqué dans le troisième projet de loi établissant le futur Conseil d'Auckland, les principales fonctions (telles que les transports, les services d'eau et le développement du front de mer d'Auckland (en)) devaient être déléguées à des organisations contrôlées par le conseil (en) (CCO) contrôlées elles-mêmes par des conseils non élus, fonctionnant à "la longueur de bras" du Conseil. Cette séparation, comme l'ont soutenu les partisans de la décision, était devenue nécessaire en raison du fait que « les politiciens locaux n'avaient pas réussi à fournir les résultats attendus d'eux ». Le projet du gouvernement d'externaliser la majorité des fonctions du conseil a été décrié par de nombreuses personnes y compris les principaux candidats à la mairie, Len Brown et John Banks ainsi que des groupes de tous les horizons politiques et sociétaux - du Conseil régional d'Auckland (en) et de nombreux conseils communautaires, au gouvernement local de Nouvelle-Zélande, et des organisations considérées comme favorables au Parti national  telles que la Chambre de commerce d'Auckland (en) et l'Association des employeurs et des fabricants,. Les partisans comprenaient le Conseil néo-zélandais pour le développement des infrastructures, un groupe de réflexion de droite. L'introduction d'Auckland Transport (en), le CCO pour les fonctions de transport (avec plus de la moitié des dépenses futures de la ville), a été découragée même par le Trésor et le Département des affaires intérieures du gouvernement, ainsi que par d'autres départements,. Les principaux partisans du système CCO, le Premier ministre John Key, le ministre des Gouvernements locaux Rodney Hide et le ministre des Transports Steven Joyce (en), sont restés catégoriques quant à l'introduction et à la pertinence du système,. D'autres, comme le Conseil néo-zélandais pour le développement des infrastructures, ont qualifié l'affirmation selon laquelle le maire et le conseil n'auraient pas la capacité de tenir les CCO responsables de "non-sens farfelus".
Le New Zealand Herald a publié une série d'articles et d'éditoriaux en mars 2010 critiquant le projet de décision, décrit comme "le lock-out d'Auckland", arguant que les conseillers élus auraient peu de contrôle sur les décisions quotidiennes, et potentiellement même sur des changements massifs tels que le développement du front de mer d'Auckland ou l'orientation des transports de la ville. Les principaux éditoriaux du Herald ont noté que le concept de CCO introduisait des "éléments antidémocratiques" de plusieurs manières et "ne pouvait pas tenir". Ils ont également noté que sceller la super-ville avec ce système serait le handicap le plus sérieux, et une recette pour une "citoyenneté frustrée et déçue".
Plusieurs éditorialistes ont accusé également le parti ACT, et en particulier Rodney Hide, de préparer les actifs d'Auckland à une vente, et de mettre en place la structure pour le permettre avant même que les Aucklandais ne votent sur la question - le tout sous couvert d'une "crise fabriquée",. D'autres, tout en critiquant le manque de contrôle démocratique, ont rejeté les préoccupations concernant les ventes d'actifs, notant que la fusion était susceptible d'entraîner un excédent immobilier.
Le Sunday Star-Times (en) a noté dans un éditorial que "nous finirons simplement par échanger un dysfonctionnement politique contre un dysfonctionnement quasi commercial imposé par le gouvernement national".
Le Sunday Star-Times (en) a noté dans un éditorial que "nous finirons simplement par échanger un dysfonctionnement politique contre un dysfonctionnement quasi-commercial imposé par le gouvernement national." Il a également critiqué, dans le cas d'Auckland Transport, qu'avec la majeure partie de l'expertise, du personnel et de la capacité de planification détenue par le CCO "semi-autonome", le conseil n'aurait pas le rôle central de planification et de politique comme le prétendent les partisans du système, mais devrait plutôt partager ou concourir pour ce rôle avec Auckland Transport. Il a également fait valoir que la Commission royale suggérait un conseil fort et des chefs de la conformité soumis, et non l'inverse.
Le magazine New Zealand Local Government (en) a suivi l'histoire et a critiqué le manque de transparence qui résulterait de la création de CCO indépendants.
Les changements ont été considérés comme une « neutralisation » potentielle du pouvoir du nouveau maire d'Auckland de mettre en œuvre les politiques sur lesquelles il serait élu, ou fournir des ordres du jour ou des procès-verbaux.Des groupes tels que « Heart of the City » (l'association commerciale d'Auckland CBD) ont également appelé à un renforcement de la surveillance et des pouvoirs du maire sur les CCO.

### Représentation maorie non élue
L'une des propositions critiquée lors de la proposition initiale de la Commission royale était la mise à disposition de membres maoris élus du conseil (analogue à la représentation du siège maori au Parlement).
Cela a ensuite été supprimé des lois d'établissement pertinentes. Cependant, il est devenu clair plus tard qu'à la place, le nouveau Conseil statutaire maori (en) de la ville, nommé par le Département des affaires maories, recevrait « des pouvoirs largement ordonnés ». Celles-ci comprenaient le droit d'envoyer un ou deux délégués, avec pleins pouvoirs de vote, à toute réunion du comité du conseil et traitant de « la gestion et l'intendance des ressources naturelles et physiques ». Cette représentation non élue des Maoris dans les comités votant sur des questions telles que les transports et les infrastructures, ainsi que le fait que le conseil consultatif a demandé, et initialement reçu, un budget annuel de 3,4 millions de dollars (qualifié d'« exorbitant » par certains), ont suscité une grande inquiétude du public et provoquer des débats,.

### Événement de prise de parole proposé par Lauren Southern et Stefan Molyneux.
En juillet 2018, le maire Phil Goff a annoncé que les orateurs canadiens d'extrême droite Lauren Southern et Stefan Molyneux ne seraient pas autorisés à prendre la parole dans les locaux du conseil d'Auckland au motif que leur présence attiserait les tensions religieuses et ethniques. Les deux conférenciers canadiens sont connus pour leurs points de vue controversés sur le féminisme, le genre, l'islam et la migration. Southern et Molyneux avaient réservé le Bruce Mason Center sur la Rive-Nord (en) pour une conférence le 3 août 2018,.

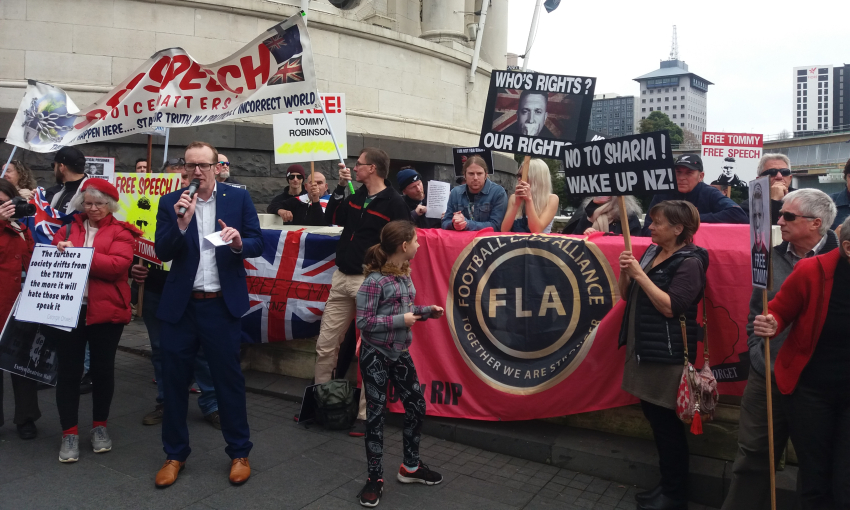
Le politicien libertarien Stephen Berry s'exprimant lors de la manifestation de la Free Speech Coalition pour la défense de Southern et Molyneux, Auckland 2018.

En réponse à la décision du maire, un groupe se faisant appeler Free Speech Coalition a lancé une campagne de collecte de fonds pour organiser un contrôle judiciaire de la décision du conseil d'Auckland, récoltant 50 000 dollars néo-zélandais dans les 24 heures suivant son lancement,.
Ce groupe était composé de plusieurs chefs d'entreprise, universitaires, avocats et journalistes, dont l'ancien président travailliste Michael Bassett (en), l'ancien chef des partis national ACT, Don Brash (en), le directeur général de l'Institut de la propriété Ashley Church, l'historien de l'Université de technologie d'Auckland Paul Moon (en), commentateur de gauche Chris Trotter (en) et l'Union des contribuables néo-zélandais (en) Jordan Williams. Le 18 juillet, la Free Speech Coalition a intenté une action en justice contre le maire Goff et le conseil d'Auckland après une tentative infructueuse de négocier un accord pour rétablir l'événement de prise de parole de Southern et Molyneux,,.